# デルフォルヘ
デルフォルヘは、1925年10月5日に設立された家族経営の園芸業者である。1928年からはバラの育苗を専業としている。この会社は、バラの交配・生産に分類される。
バラの交配、選別、栽培を行う幾つかの園芸愛好団体を主宰し、そこで輩出された品種の販売と保護を行う。

## ヒッポリテ・デルフォルヘ
第一次世界大戦後、バラの取引所の近くに育苗所を拓いた。ヒッポリテ・デルフォルヘ (1905 - 1970) は1925年に育苗所を設立した。これが現在の Select ® Delforge である。新種のバラを開発することで、多くの人びとに喜びをもたらし、またそれが、異民族間の相互理解を深めるのに役立つであろうことを願っていたヒッポリテはオットー・フランクに出会い、もっとも美しいバラのひとつをアンネ・フランクに捧げることにした。

## ビルフリート・デルフォルヘ
息子のビルフリート・デルフォルヘはアンネのバラを父ヒッポリテと協力して作出したことから育種家として歩むことを決心し育苗所を相続して責任者となり、バラの交配を続けた。創立60周年に地方道70号線（オランダ語: Europese weg 70）脇のバースラント（オランダ語: Waasland） に Reynaertrozentuin (Reynaert バラ園) を建設した。バラ園は観光局の Jozef de Wilde 局長らを招きオープニングを行った。

## Select ® Delforge により作出されたバラ

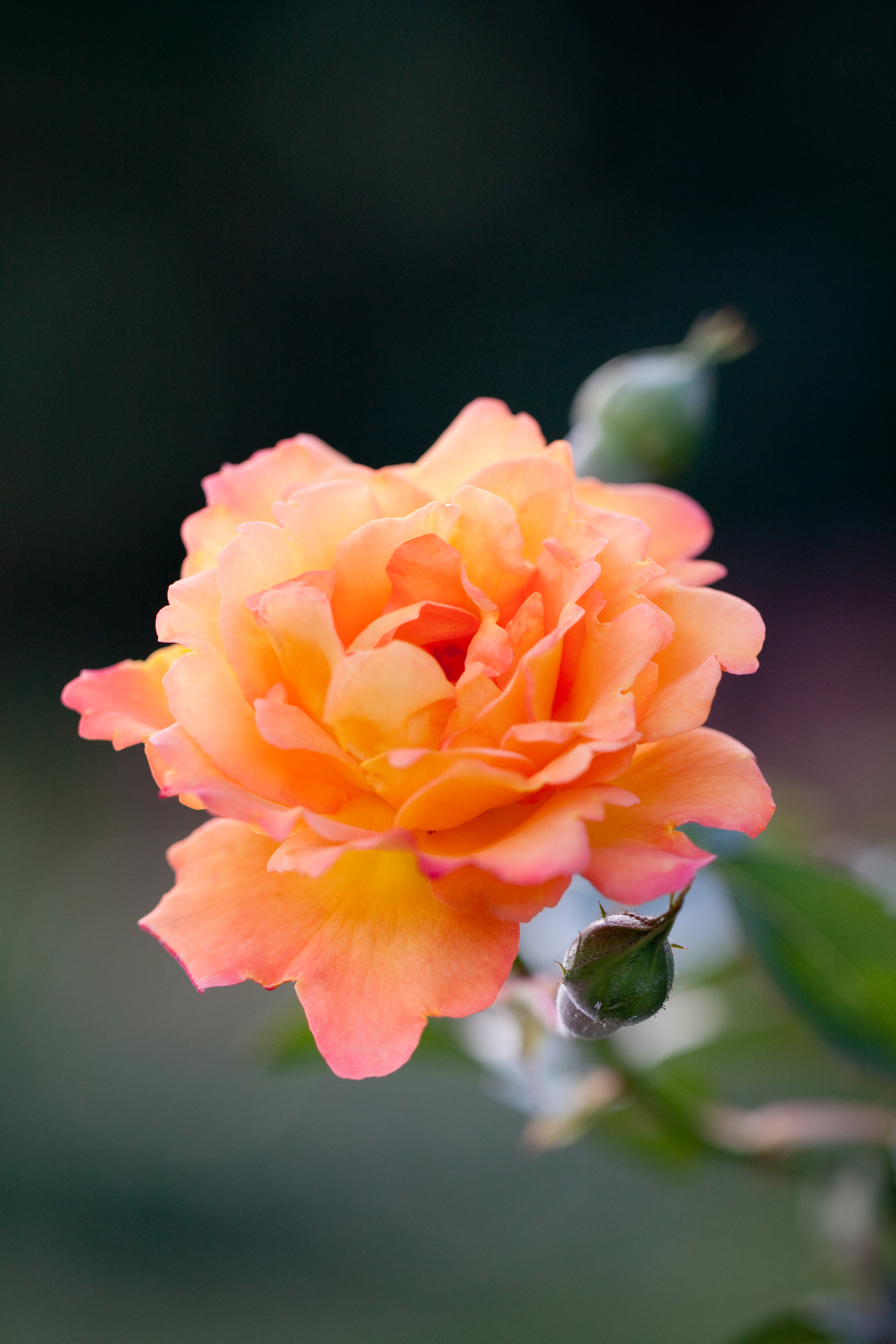
アンネのバラ ヒッポリテ・デルフォルヘ作、1960年

## 参考資料

### 書籍
- Marcel Ryssen, ‘Reynaert op rozen Portret van Wilfried Delforge’ In: Tiecelijn. Jaargang 8 (1995)
- Anne-Sophie Rondeau, Emmanuel Ulzega (photographies), La grande famille des roses, Éditions Rustica, 1998, ISBN 2-84038-249-0
- Alain Meilland, La Vie en Roses, Éditions Solar, 1969
- 高橋数樹 (2002年5月1日), アンネ・フランクのバラ, 東京: 出版文化社, pp. 222, ISBN 9784883382644